# El Masroig
El Masroig és un municipi de la comarca del Priorat. Està situat a la part sud-occidental de la comarca, i limita amb els municipis prioratencs del Molar i Bellmunt del Priorat al nord, Falset a llevant, i els Guiamets al sud. A ponent, hi té el terme de Garcia, de la Ribera d'Ebre.

## Etimologia
És un topònim fàcil d'explicar perquè els seus components signifiquen el mateix que en català actual: un mas les pedres del qual, o la terra on s'assentava, eren de color roig. És, doncs, un topònim ja romànic, procedent directament del català medieval.
Documentat ja al segle xiii, la forma actual és l'aglutinació de les dues paraules suara esmentades.

## Geografia
- Llista de topònims del Masroig (Orografia: muntanyes, serres, collades, indrets..; hidrografia: rius, fonts...; edificis: cases, masies, esglésies, etc).

No és un terme amb grans accidents geogràfics, però sí que disposa de tot de serretes i petites valls que compliquen un xic la seva orografia. La part més plana és la meitat sud, on destaca, en la partió amb els Guiamets, el Coll de l'Egua, per on discorre la carretera N-420. Es tracta d'una serreta que s'apropa molt als 200 metres d'altitud. La part central del terme és al voltant dels 170 metres (el Masroig és a 195), tot i que va davallant cap a ponent, i cap al nord comença a enfilar-se, més per la banda de llevant que per la de ponent. Al nord hi ha el Puig Roig -o Purroig-, de 172 m. alt., i seguint el termenal cap al sud-est, es troben l'Ereta de les Bruixes, de 338 m. Aquí el termenal inflexiona cap al sud, puja al Collroig, de 342 m. i al Coll de la Falsetana, de 326, pertanyents tots dos a la Serra de la Bruixa. Després continua cap al sud fins a la Fosseta, de 305, i trenca cap a ponent enllaçant amb el Coll de l'Egua.
A l'interior del terme només es pot destacar el Coll de les Comes, del poble cap al nord-oest, que arriba als 152 m., i la Serra de la Cova Santa, al nord del terme, de 241 m. en el punt més alt.
Pel que fa als corrents d'aigua, cal dir d'entrada que tot el termenal de ponent està marcat pel riu Siurana, que entra en contacte amb el terme del Masroig a 81 m. alt., i en surt a 44. El terme sencer s'aboca en aquest riu. Ja del nord hi van afluint els barrancs masrojans: barranc del Puig Roig, de la Vila, de les Comes, barrancot dels Granerals, barrancot de les Sorts, i, finalment, el barranc de la Raora, que és el límit meridional del terme fins que hi aflueix el barranc del Pou, que neix a Marçà. Aquí el termenal enllaça amb el Coll de l'Egua. Hi ha alguns barrancs afluents dels anteriors que cal destacar perquè marquen sectors importants del terme: el barranc de la Vila està format, a la capçalera, pel barrancot de les Argiles i el Clot dels Galls, a més del barranc dels Molins, que ve de Bellmunt del Priorat i de Falset.
És curiós d'observar que el riu Siurana, a la zona del Mas de Baix, conforma unes illes al·luvials, la meitat sud-oriental de les quals pertany al Masroig.
Al nord del terme, a la Serra de la Cova Santa, hi ha el santuari de la Mare de Déu de Pinyeres, i per tot el terme hi ha diversos masos i antics molins, la major part del qual romanen avui dia deshabitats, i alguns d'ells, rònecs.
Dins del terme municipal es troba el poblat del Puig Roig del Roget, les restes un assentament humà protohistòric. També s'hi pot trobar el Molí de l'Antònia.

## Comunicacions
Discorren per aquest terme la carretera N-420 (Tarragona-Còrdova), tot i que només en dos curts trams, la TV-7341 (N-420, al Masroig-el Masroig), i la T-734 (N-420, a Marçà-el Molar).

## Demografia
| 1497 f | 1515 f | 1553 f | 1717 | 1787 | 1857  | 1877 | 1887  | 1900  | 1910  |
| ------ | ------ | ------ | ---- | ---- | ----- | ---- | ----- | ----- | ----- |
| 24     | 11     | 22     | -    | -    | 1.028 | 993  | 1.186 | 1.185 | 1.387 |

| 1920  | 1930  | 1940 | 1950 | 1960 | 1970 | 1981 | 1990 | 1992 | 1994 |
| ----- | ----- | ---- | ---- | ---- | ---- | ---- | ---- | ---- | ---- |
| 1.242 | 1.073 | 824  | 861  | 739  | 612  | 590  | 554  | 534  | 534  |

| 1996 | 1998 | 2000 | 2002 | 2004 | 2006 | 2008 | 2010 | 2012 | 2014 |
| ---- | ---- | ---- | ---- | ---- | ---- | ---- | ---- | ---- | ---- |
| 524  | 524  | 506  | 518  | 522  | 538  | 550  | 558  | 565  | 534  |

| 2016 | 2018 | 2020 | 2022 | 2024 | 2026 | 2028 | 2030 | 2032 | 2034 |
| ---- | ---- | ---- | ---- | ---- | ---- | ---- | ---- | ---- | ---- |
| 494  | 498  | 492  | 479  | 480  | -    | -    | -    | -    | -    |

## Política

### Eleccions al Parlament de Catalunya del 2012
| Candidatura | Candidatura   | Cap de llista          | Vots | Regidors | % vots |
| ----------- | ------------- | ---------------------- | ---- | -------- | ------ |
|             | CiU           | Artur Mas              | 140  |          | 46,51  |
|             | ERC           | Oriol Junqueras        | 70   |          | 23,25  |
|             | CUP           | David Fernández        | 25   |          | 8,3    |
|             | PPC           | Alicia Sánchez-Camacho | 25   |          | 8,3    |
|             | PSC           | Pere Navarro           | 23   |          | 7,64   |
|             | ICV-EUiA      | Joan Herrera           | 10   |          | 3,32   |
|             | C's           | Albert Rivera          | 1    |          | 0,33   |
|             | Vots en blanc |                        | 3    |          | 0,97   |
|             | Altres        |                        | 4    |          | 6,59   |
| Total       | Total         | 308                    | 308  |          | 81,7   |